# Йончо Калоянов
Иван (Йончо) Георгиев Калоянов е български революционер, деец на Вътрешната македоно-одринска революционна организация.

## Биография
Йончо Калоянов е роден в 1866 година в разложкото българско село Долно Драглища, което тогава е в Османската империя. Остава неграмотен и работи като печалбар в Гърция и Румъния. Започва да се занимава с отглеждане на овце и постепенно забогатява. Многократно става кмет (коджабашия) на Долно Драглища.
Присъединява се към ВМОРО и оглавява революционния комитет в Долно Драглища. Къщата му става революционен център и в нея отсядат Яне Сандански, Пейо Яворов, Христо Чернопеев. Поддържа близки контакти с околийския войвода Георги Скрижовски и с Александър Буйнов. Ръководи нелегалния канал до Рилския манастир с помощници Гьоне Бански, Гьоне Пасков, Пене Висков, Добре Калоянов и двамата му сина Георги и Коста. При избухването на Илинденско-Преображенското въстание в 1903 година в Долно Драглища се формира чета от 28 души, ръководена от Калоянови и учителя Никола Попиванов.
След погрома на въстанието за кратко емигрира в Златица, но след амнистия се връща в Долно Драглища. След освобождението на Разлога в 1912 година не взима участие в обществените дела поради неграмотността си.
Умира от хепатит в 1949 година в Бачево, където живее при двамата си сина.